# Cicurina cicur
Cicurina cicur là một loài nhện trong họ Dictynidae.
Loài này thuộc chi Cicurina. De herfststrooiselspin được Johan Christian Fabricius miêu tả năm 1793.

## Hình ảnh

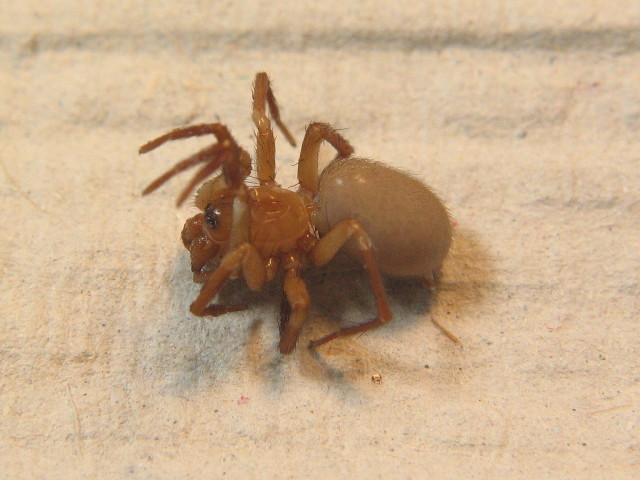